# Podgrađe (Nijemci)
Podgrađe je naselje u Republici Hrvatskoj, u sastavu Općine Nijemci (općina), Vukovarsko-srijemska županija. 

## Stanovništvo
Prema popisu stanovništva iz 2001. godine, naselje je imalo 486 stanovnika te 159 obiteljskih kućanstava.

Prema popisu stanovništva 2011. godine naselje je imalo 371 stanovnika.
| broj stanovnika | 417   | 486   | 540   | 682   | 754   | 722   | 826   | 863   | 885   | 932   | 918   | 777   | 631   | 546   | 486   | 371   | 269   |
|                 | 1857. | 1869. | 1880. | 1890. | 1900. | 1910. | 1921. | 1931. | 1948. | 1953. | 1961. | 1971. | 1981. | 1991. | 2001. | 2011. | 2021. |

## Šport
- NK Podgrađe, nogometni klub